# Ingenio Tres Valles

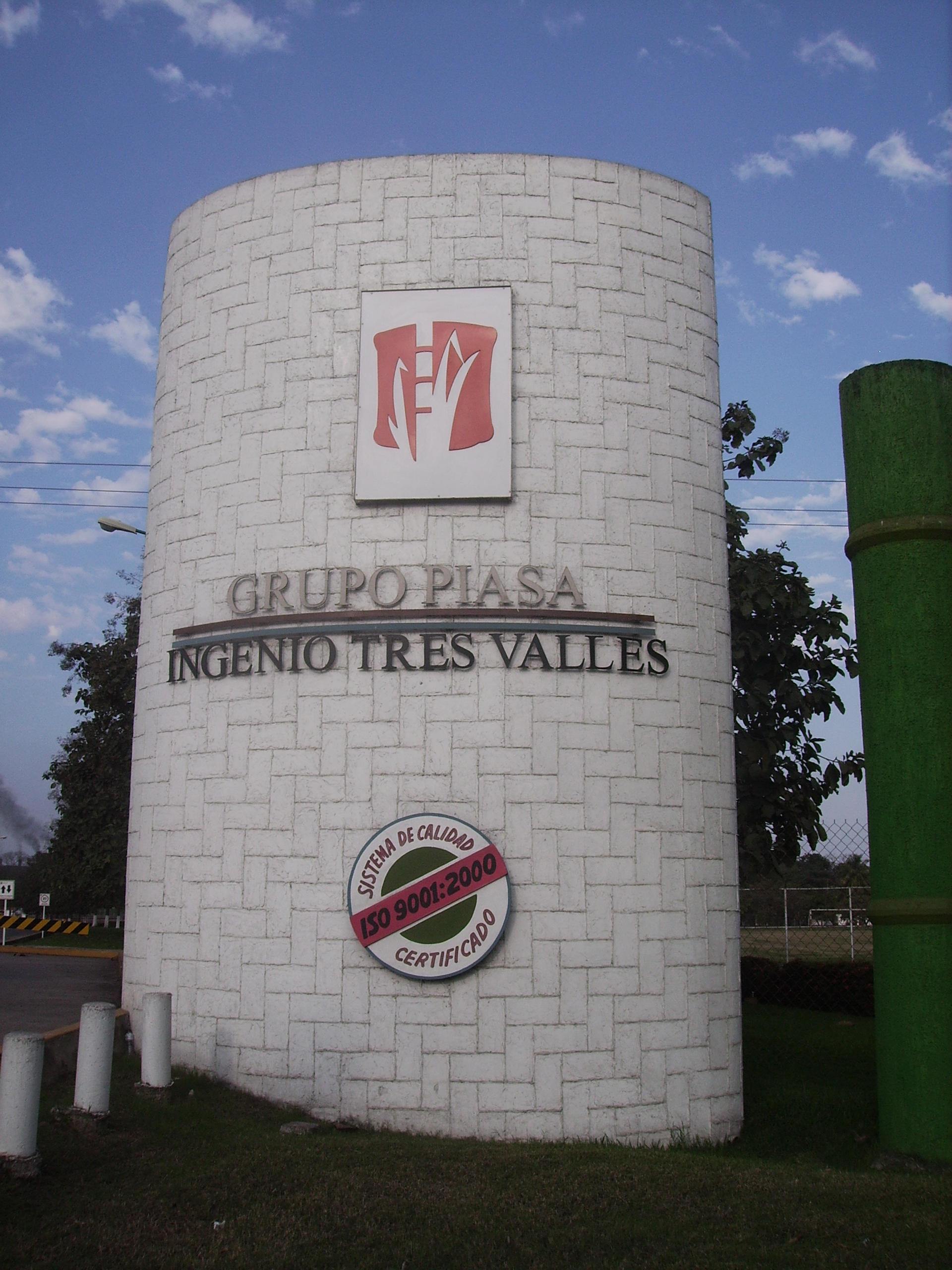
Fachada del Ingenio Tres Valles

El Ingenio Tres Valles, S. A., construido por el Gobierno Federal Mexicano en 1978, fue inicialmente operado por Azúcar, S.A. hasta 1988, y a partir de ese año, es operado por el Grupo PIASA, Promotora Industrial Azucarera, S. A. de C. V., y por Accionistas de la COCA-COLA,  para así poder cumplir con los requerimientos de azúcar refinada en la elaboración de bebidas no alcohólicas.

## Ubicación y funcionamiento
Se localiza en el costado izquierdo del km. 68 de la carretera Tinajas – Cd. Alemán, que entronca en su origen, con la carretera México-Veracruz y que, sigue hacia el sur. Dista de la entrada a la cabecera municipal, aproximadamente 5 km. Desde lejos puede verse funcionando durante la zafra. 

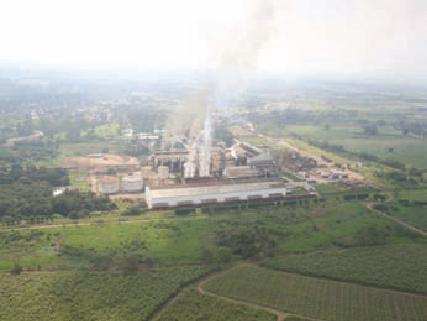
Parque industrial Tres Valles, Vista Aérea.

El Ingenio tiene una capacidad de molienda de aproximadamente 13 000 toneladas de caña al día, procedentes de los municipios de Tres Valles, Otatitlán, Cosamaloapan y Tierra Blanca, lo que genera más de 1500 toneladas de azúcar en 24 horas. Su área de abastecimiento es de aproximadamente 40 000 ha, en su mayoría de temporal que son cultivadas por más de 3500 productores cañeros. La zafra se hace con 70 grupos de trabajo y el rendimiento de caña por hectárea es de alrededor de 60 ton.
Los rendimientos en fábrica obtenidos en las zafras 2004-2005 y 2005-2006 fueron del 12.57 y 12.48 % respectivamente.